# 알토파라나주

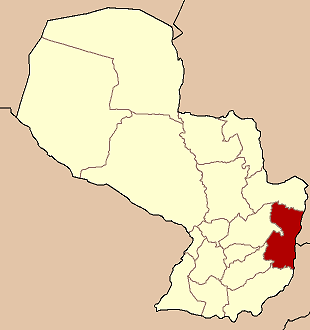
알토파라나 주의 위치

알토파라나주(스페인어: Departamento de Alto Paraná)는 파라과이 동부에 위치한 주로 주도는 시우다드델에스테이며 면적은 14,895km2, 인구는 703,507명(2007년 기준), 인구 밀도는 47명/km2이다.
북쪽으로는 카닌데유 주, 서쪽으로는 카과수 주와 카사파 주, 남쪽으로는 이타푸아 주와 접하며 동쪽으로는 브라질과 국경을 접한다. 20개 현을 관할한다.

주기
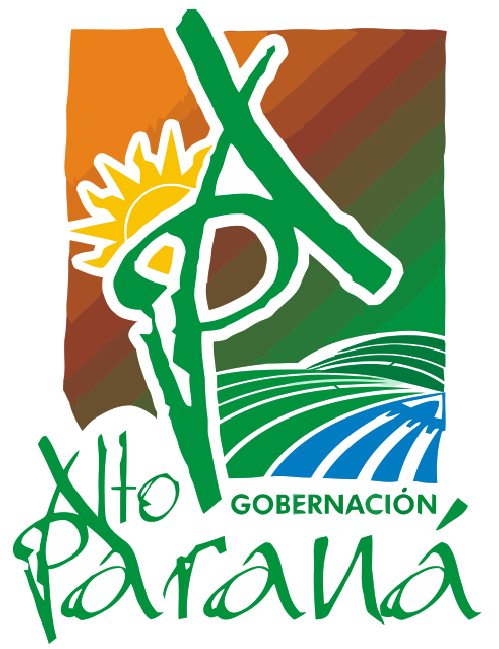
주 문장